# Buyan Suldus
 (novembre 2017).
Si vous disposez d'ouvrages ou d'articles de référence ou si vous connaissez des sites web de qualité traitant du thème abordé ici, merci de compléter l'article en donnant les références utiles à sa vérifiabilité et en les liant à la section « Notes et références ».
Buyan Suldus, décédé en 1362, est un aristocrate Suldus, issue de la maison princière des Tayitchi'out. Il dirigeait les Suldus à Shadman et Chaghaniyan.